# Euchalcia beckeri
Euchalcia beckeri là một loài bướm đêm trong họ Noctuidae.